# Руф, Микаэла
Микаэла Руф (англ. Mikaela Ruef; род. 15 января 1990 в Дейтоне, Огайо, США) — американская профессиональная баскетболистка, выступает в женской национальной баскетбольной лиге за клуб «Сидней Флэймз». Была выбрана на драфте ЖНБА 2014 года в третьем раунде под общим тридцать первым номером клубом «Сиэтл Шторм». Играет на позиции тяжёлого форварда.

## Ранние годы
Микаэла родилась 15 января 1990 года в городе Дейтон (штат Огайо) в семье Майка и Кэти Руф, у неё есть два брата, Джо и Брайан, училась в соседнем городе Биверкрик в одноимённой средней школе, в которой выступала за местную баскетбольную команду «Биверкрик Биверс». Будучи лидером своей команды привела её к трём подряд чемпионским титулам конференции Greater Western Ohio (GWOC) (2007—2009) и чемпионскому титулу района (2009), кроме этого была признана игроком года штата Огайо по версии Gatorade (2009) и игроком года конференции GWOC (2008, 2009), а также была включена в 1-ю сборную всех звёзд GWOC (2007—2009) и 2-ю сборную всех звёзд штата Огайо (2009).